# Isophyllia sinuosa
Isophyllia sinuosa là một loài san hô trong họ Mussidae. Loài này được Ellis and Solander mô tả khoa học năm 1786.